# کنی ماندی
کنت دیل ماندی (به انگلیسی: Kenneth Dale Monday) (زادهٔ ۲۵ نوامبر ۱۹۶۱) معروف به کنی ماندی؛ کشتی‌گیر بازنشستهٔ اهل ایالات متحده است. او در دستهٔ ۷۴ کیلوگرم کشتی آزاد برندهٔ یک مدال طلا (۱۹۸۸ سئول) و یک مدال نقره (۱۹۹۲ بارسلون) از بازی‌های المپیک و نیز دارندهٔ یک مدال طلا (۱۹۸۹) و یک نقره (۱۹۹۱) از مسابقات قهرمانی کشتی جهان است. او همچنین یک مدال طلای بازی‌های پان امریکن (۱۹۹۱) را کسب کرده است.
ماندی در المپیک سئول با پیروزی در فینال بر وارایف از شوروی به مدال طلا رسید. در قهرمان جهان ۱۹۸۹ در فینال به راحتی آرسن فادزائف قهرمان بدون رقیب دستهٔ ۶۸ کیلوگرم جهان را که به یک وزن بالاتر آمده بود شکست داد و باعث شد تا فادزائف دوباره به وزن قبلی خود برگردد. ماندی در قهرمانی جهان ۱۹۹۱ در فینال مغلوب امیررضا خادم شد. وی در المپیک بارسلون هم در فینال مغلوب پارک جانگ سون از کره جنوبی شد. ماندی در المپیک ۱۹۹۶ آتلانتا در ۳۵ سالگی دوباره موفق به پوشیدن پیراهن تیم ملی آمریکا شد اما با شکست از بووایسار سایتیف و تاکویا اوتا ژاپنی به مقام ششمی رسید.
کنی ماندی مثل جان اسمیت و بروس بومگارتنر قهرمانان معروف هم‌دوره‌ای خود اهل اوکلاهما بود و در تیم دانشگاه اوکلاهما عضویت داشت.